# Маккарти, Джина
Реджина «Джина» Маккарти (англ. Regina "Gina" McCarthy; 3 мая 1954, Бостон, Массачусетс, США) — администратор Агентства по охране окружающей среды при администрации президента Барака Обамы (2013—2017).

## Биография
В 1976 году получила в университете Массачусетса (Бостон) степень бакалавра искусств в социальной антропологии, в 1981 году — степень магистра наук в области планирования и политики защиты окружающей среды в университете Тафтса.
С 1999 по 2003 год работала помощником руководителя Управления по делам окружающей среды штата Массачусетс (Massachusetts Executive Office of Environmental Affairs), в 2003—2004 годах — заместителем руководителя Управления развития содружества в правительстве Массачусетса (Massachusetts Office of Commonwealth Development), в 2004—2009 годах входила в руководство Департамента по защите окружающей среды штата Коннектикут (Connecticut Department of Environmental Protection).
В 2009 году стала заместителем администратора Агентства по охране окружающей среды США.
18 июля 2013 года Сенат США большинством 59 голосов против 40 утвердил назначение Джины Маккарти на должность администратора Агентства. К этому моменту после отставки её предшественницы Лизы Джексон в феврале 2013 года прошло 147 дней — самый длительный период ожидания нового назначения на пост руководителя природоохранного управления. Сенаторы задали претенденту 1100 вопросов, почти все из которых (кроме 25) представили республиканцы. Один представитель Демократической партии — сенатор от шахтёрского штата Западная Виргиния Джон Мэнчин — также голосовал против.
В марте 2016 года Джина Маккарти подверглась резкой критике на слушаниях в Палате представителей США из-за скандала с обнаружением повышенного содержания свинца в питьевой воде в городе Флинт (Мичиган).
В конце мая 2018 года Гарвардская школа общественного здравоохранения объявила о создании нового научного центра по климату и здоровью — Центра климата, здоровья и глобальной окружающей среды, Маккарти стала его директором. В ноябре 2019 года Маккарти была назначена президентом и генеральном директором Совета по защите природных ресурсов, который начал свою работу в начале 2020 года.
20 января 2021 года заняла в администрации нового демократического президента Джо Байдена должность советника по вопросам климата.

## Личная жизнь
Маккарти родилась в католической семье ирландского происхождения. В январе 2015 года она нанесла официальный визит в Ватикан, с целью, по её словам передать послание Папе Римскому Франциску о том, что президент Обама разделяет взгляд Папы на борьбу с изменением климата как на моральный долг. Во время визита личная аудиенция с Папой не состоялась, но Маккарти приняли четыре официальных представителя Святого Престола.
Джина Маккарти замужем за Кеннетом Маккэри (Kenneth McCarey), который работает дома в Бостоне, занимаясь оптовой торговлей цветами, и супруги по выходным встречаются попеременно либо в Бостоне, либо в Вашингтоне. У супругов есть трое взрослых детей.